# Josephine Foster
Josephine Foster (Colorado, 19 de abril de 1974) é uma cantora, compositora e produtora musical estadunidense.
Na adolescência atuou em casamentos e funerais, enquanto ambicionava tornar-se uma cantora de ópera. Após concluir os seus estudos, começou a gravar demos, que deram origem ao seu primeiro álbum There Are Eyes Above (2000), cujas canções eram acompanhadas por um ukulele ,tendo sido fortemente inspirado em Tin Pan Alley. No ano seguinte surgiu Little Life, um álbum de canções infantis.
Durante vários anos, Foster trabalhou como professora de canto em Chicago, enquanto gravava e colaborava em vários projetos paralelos como Born Heller, um projeto com o baixista de jazz Jason Ajemian, e The Children's Hour, uma banda formada em conjunto com Andrew Bar. Em 2004, com a banda The Supposed (Brian Goodman na guitarra e Rusty Peterson na bateria), lançou o álbum de rock psicadélico All The Leaves Are Gone, que foi comparado com trabalhos de Patty Smith e Jefferson Airplane.

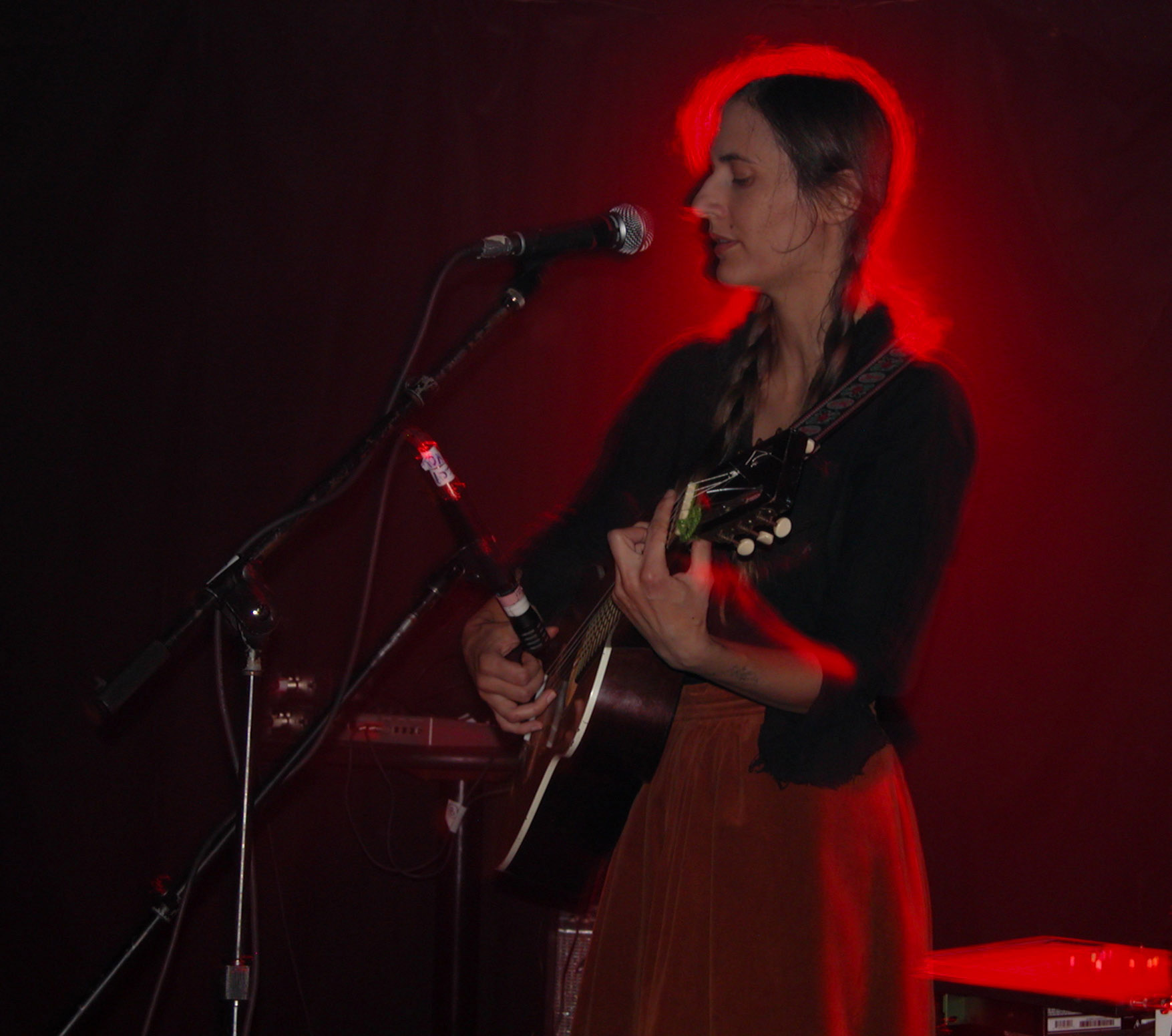

As canções do seu primeiro álbum de estúdio a solo  Hazel Eyes, I Will Lead You (2005, Locust Music) evocam as primeiras experiências de blues e folk do início do século XX. O álbum A Wolf in Sheep's Clothing (2006) contém interpretações pouco ortodoxas do Lied germânico do século XIX. Dois anos depois, nasceu o álbum This Coming Gladness, em colaboração com Vitor Herrero na guitarra elétrica e Alex Neilson na percussão. 
Em 2009, Foster lançou Graphic as a Star,um álbum de vinte e sete canções com inspiração na obra da poetisa americana Emily Dickinson, com a Fire Records.  Após este período, começou a trabalhar em Espanha com Vitor Herrero, Juntos exploraram e fizeram uma recolha  de canções folk, o que deu origem a Anda Jaleo, uma recriação das transcrições de Federico Garcia Lorca de canções espanholas. Desta colaboração nasceu igualmente Perlas, uma seleção de canções realizada por Foster.
Em 2012, a cantora regressou ao Colorado para gravar o álbum a solo Blood Rushing, sendo a tua fonte de inspiração os temas da sua infância como a geografia ocidental, ritmos nativos e mitologia imaginada. Gravado num estúdio de ioga em Boulder, o álbum contou com a colaboração de Vitor Herrero na guitarra clássica e na guitarra eletétrica, Paz Lenchantin no baixo, Heather Trost no violino e Ben Trimble nos tambores xamânicos.
Em 2013, Foster lançou o álbum I'm A Dreamer e, três anos depois, No More Lamps In The Morning.